# Brouwerij Méens Camerlynck
De Brouwerij Méens Camerlynck is een voormalige brouwerij in de tot het Noorderdepartement behorende plaats Zegerskappel, gelegen aan de Route de Bollezeele 18.
De brouwerij was gevestigd in een pand dat ooit een herenhuis was, daarna als vredegerecht werd gebruikt en vanaf 1908 de brouwerij huisvestte. Vanaf de jaren '20 van de 20e eeuw tot het stoppen van de bedrijvigheid in 1957 droeg ze de naam: Fournier Camerlynck. Vervolgens was het pand nog tot 1962 in gebruik als drankenmagazijn, waarna het bedrijf werd opgeheven.